# Gebirgsbahn

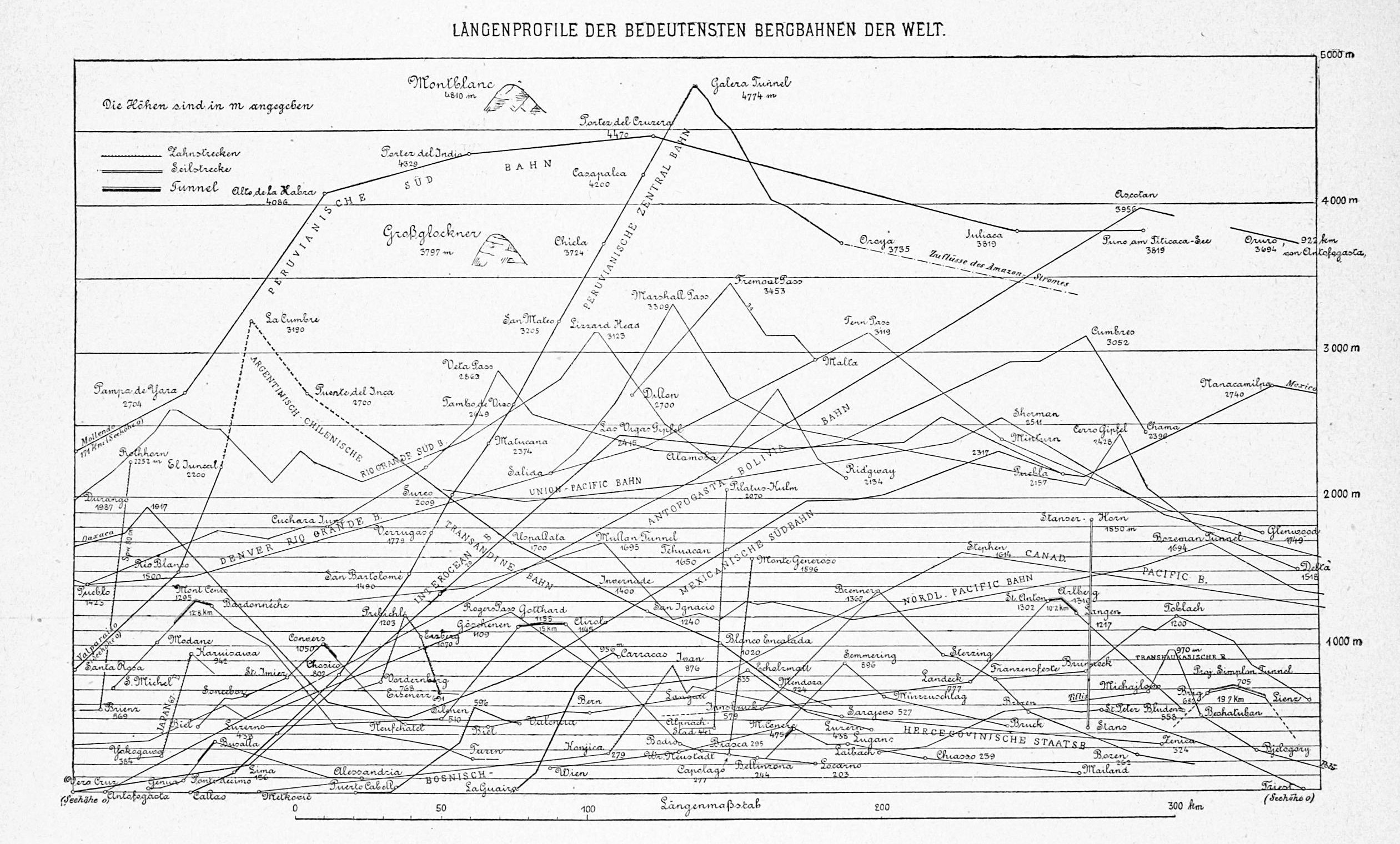
Längenprofile der bedeutendsten Bergbahnen der Welt (1896)

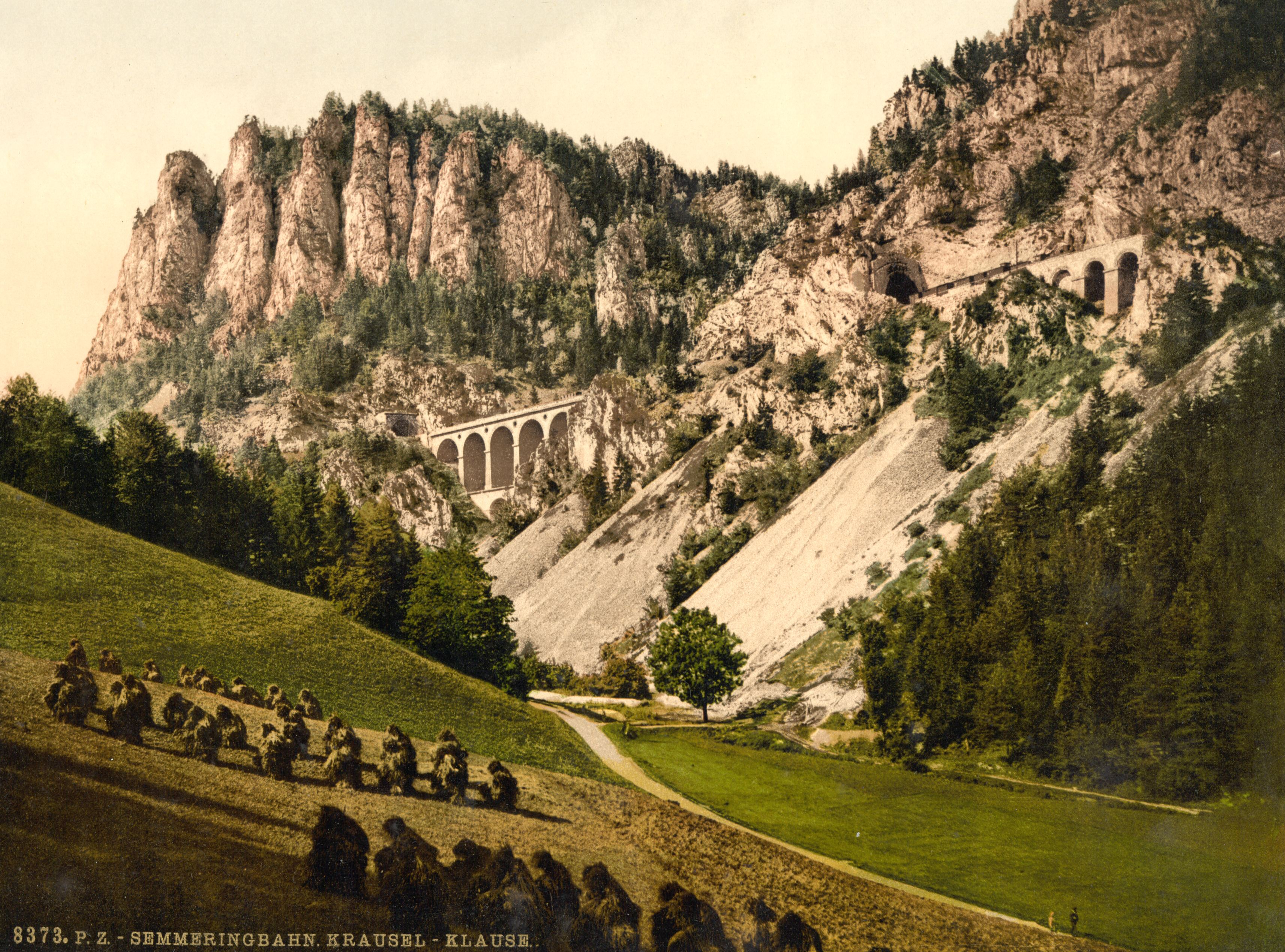
Typische Trassierung einer Gebirgsbahn: Semmeringbahn bei der Krauselklause

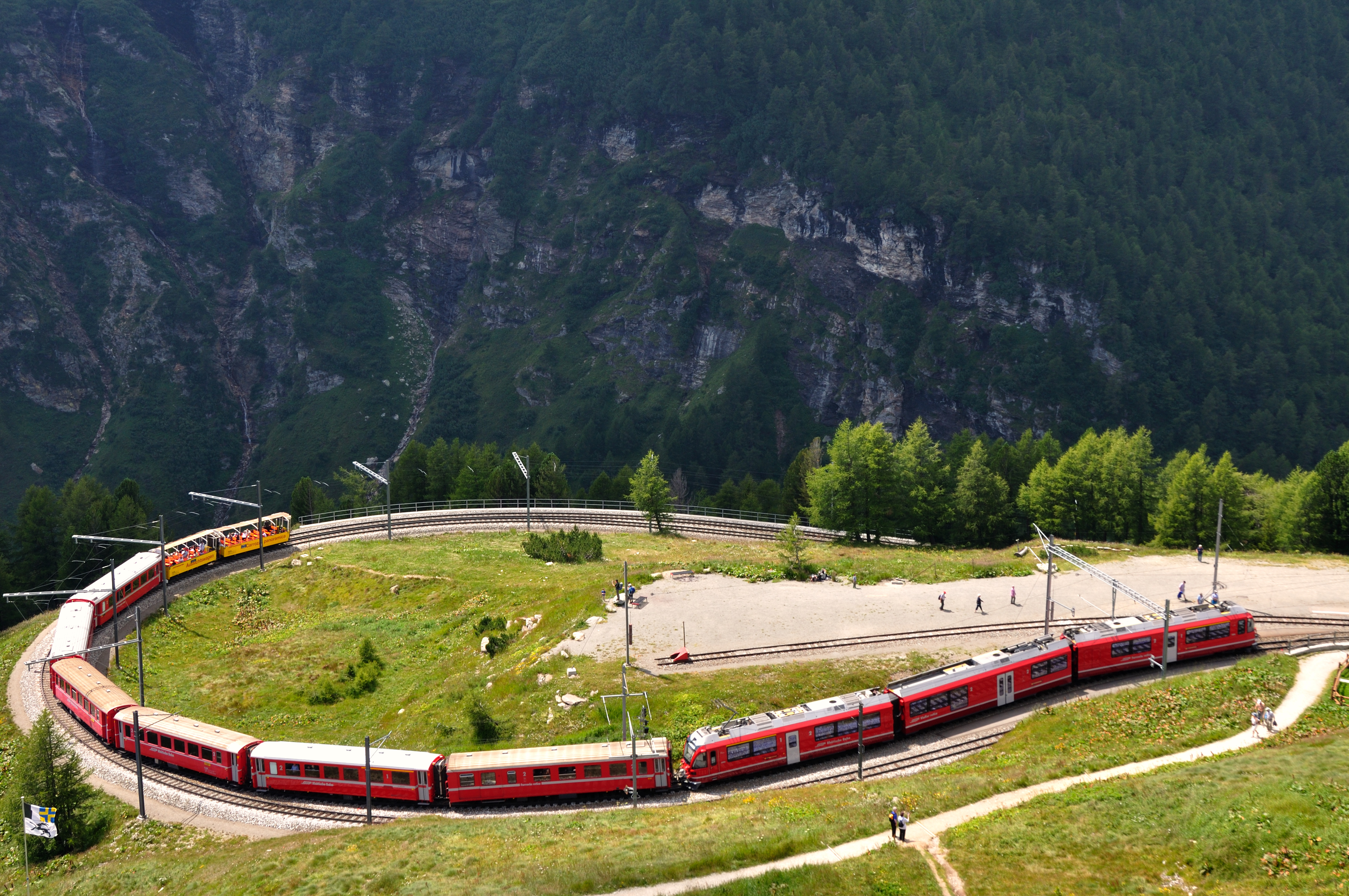
Künstliche Verlängerung der Trasse durch eine Kehre unterhalb der Station Alp Grüm der Berninabahn

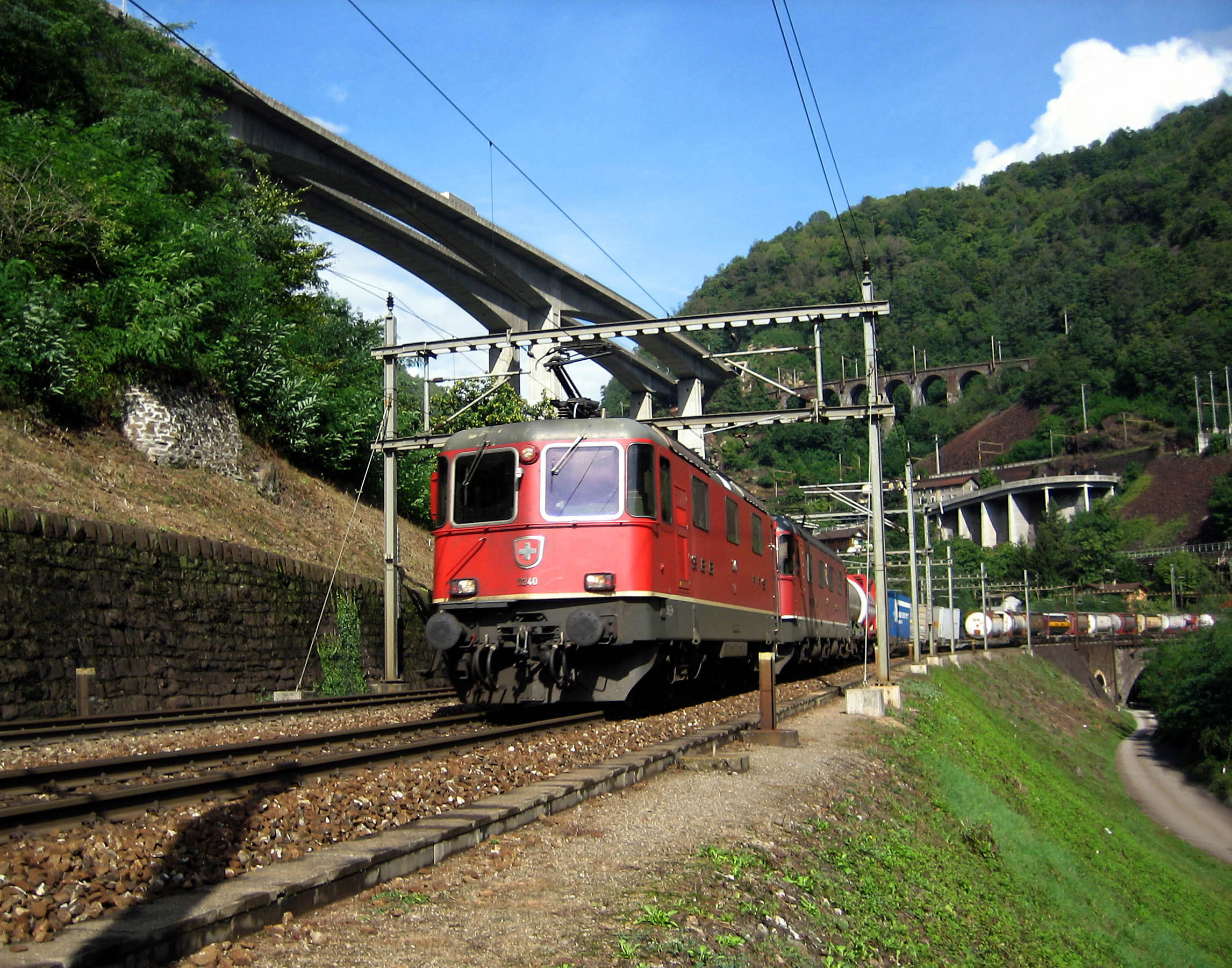
Talwärtsfahrender Zug auf der Gotthardbahn: die Züge müssen mit mehreren Lokomotiven versehen werden, um die 26 ‰ Steigungen der Rampen zu überwinden. Im Hintergrund ist die künstliche Längenentwicklung der Strecke auf drei Ebenen sichtbar.

Eine Gebirgsbahn ist eine Eisenbahnstrecke, die mit einem Scheiteltunnel ein Gebirge durchquert oder ein Gebirge überquert. Die Trasse führt meist in topographisch schwierigem Gelände über einen Gebirgspass und muss dabei große Höhenunterschiede überwinden, was neben der großen Steigung auch durch künstliche Verlängerung der Strecke geschieht. Der Bau und Betrieb von Gebirgsbahnen ist im Vergleich zu Bahnen im Flachland aufwändiger. Im Gegensatz zu Bergbahnen dienen Gebirgsbahnen nicht hauptsächlich einem touristischen Zweck und sind mit dem übrigen Schienennetz verbunden.

## Trassierung

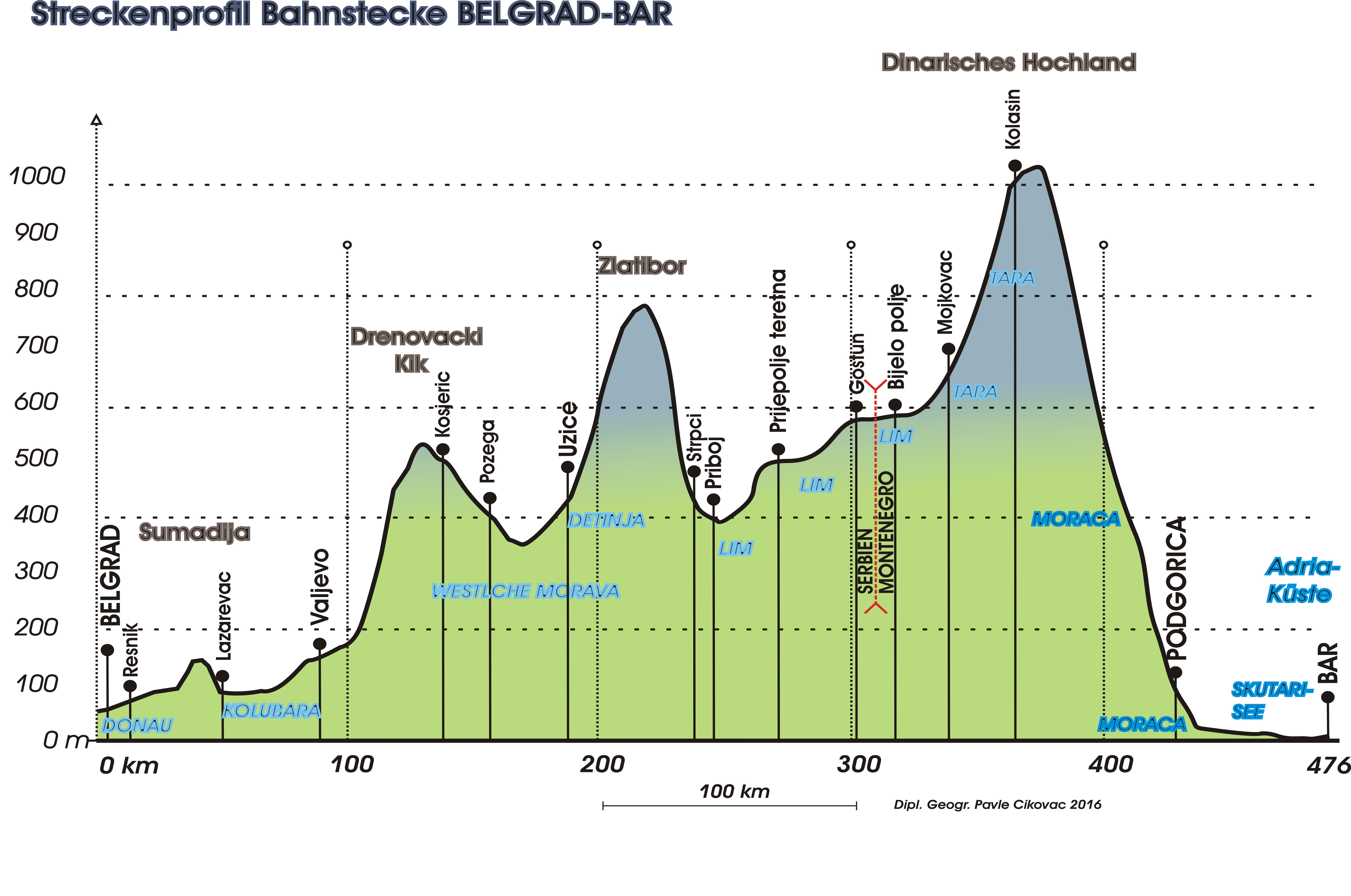
Streckenprofil der Strecke Belgrad–Bar, einer 476 km langen Normalspur-Gebirgsbahn, die seit 1976 die Donauebene mit dem Mittelmeer über das Dinarische Gebirge hinweg verbindet. Sie gilt als Gigant unter den europäischen Gebirgsbahnen.

Die meisten Gebirgsbahnen weisen eine Linienführung mit Steigungen über 20 ‰ auf. Normalspurige Hauptbahnen wurden mit Steigungen bis 35 ‰ ausgeführt, im Falle der Schnellfahrstrecke Köln–Rhein/Main auch 40 ‰, bei den Schmalspurbahnen hält die Berninabahn mit 70 ‰ Steigung den Rekord. Seltener verfügen die Gebirgsbahnen über Zahnstangen-Abschnitte, die bei Schmalspurbahnen Neigungen bis 246 ‰ möglich machen.
Damit die Maximalsteigung der Strecke nicht überschritten wird, muss die Trasse mittels Kehren, Spitzkehren, Kehrtunneln oder Kehren in Seitentälern verlängert werden. Die Strecken weisen meist viele Kunstbauten in Form von Tunneln und Brücken, sowie Dämme und Einschnitte auf. In höheren Lagen muss zudem die Trasse vor Schnee, Lawinen und Steinschlag geschützt werden, weshalb oft Galerien errichtet werden. Die Passhöhe wird vielfach durch einen Scheiteltunnel unterquert. Um die Anzahl der Kunstbauten zu begrenzen, haben die Strecken enge Kurvenradien. Bei Normalspurbahnen liegen die kleinsten Kurvenradien üblicherweise zwischen 180 und 350 m, bei Schmalspurbahnen zwischen 42 und 120 m.

## Betrieb
Die steilen Strecken verlangen stärkere bzw. zusätzliche Lokomotiven für die Züge oder eine Teilung der Züge für den Transport über das Gebirge. Einige Bahnen verwenden abschnittsweise Zahnstangenstrecken zur Überwindung von starken Steigungen, früher waren auch Bahnen nach System Fell üblich.
Der Unterhalt der Trasse im Gebirge ist aufwändiger, weil der Transport von Baumaterial im steilen Gelände kompliziert ist und oft durch Naturgewalten verursachte Schäden repariert werden müssen. Viele Gebirgsbahnen haben einen Scheitelpunkt von über 1000 Meter, so dass in höheren Lagen regelmäßig Schnee geräumt werden muss.

## Geschichte

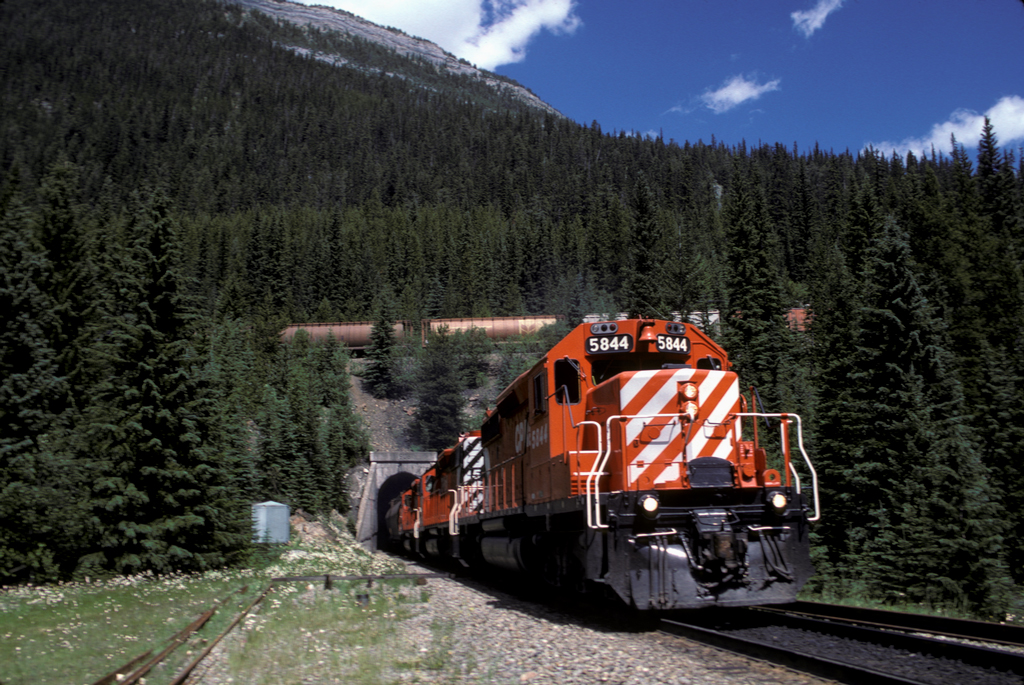
Zug in Kanada beim Verlassen des unteren der zwei Spiral Tunnels

Die für die Filstalbahn von 1847 bis 1850 errichtete Geislinger Steige gilt als die erste Gebirgsquerung einer Eisenbahn in Kontinentaleuropa. In Amerika baute die Baltimore and Ohio Railroad bis 1852 ihre Strecke über die Allegheny Mountains, wobei die Mountain Subdivision in einer 17-Meilen-Rampe auf über 700 m ansteigt.
Eine weitere frühe Gebirgsbahn in Europa war die 1854 eröffnete Semmeringbahn in Österreich. 1856 folgte die erste Gebirgsbahn in Deutschland, die Windbergbahn im Süden von Dresden. In der Schweiz gilt die 1858 eröffnete alte Hauensteinstrecke über Läufelfingen als die älteste Gebirgsbahn. Die 1867 eröffnete Brennerbahn ist die höchste normalspurige Gebirgsbahn in Europa, die in 1371 m Höhe über dem Meeresspiegel den Brennerpass überquert. 1868 folgte die mit Lokomotiven nach dem System Fell betriebene Mont-Cenis-Bahn über den Mont Cenis, die 1871 durch die heutige Bahnstrecke Modane–Turin mit dem Mont-Cenis-Tunnel abgelöst wurde. Die Gotthardbahn folgte 1882, die Arlbergbahn 1884. 1885 wurde die transkontinentale Eisenbahnverbindung in Kanada eingeweiht. Am Kicking Horse Pass hat diese Strecke ein Gefälle von 4,5 %, das 1909 durch die Spiral Tunnel auf 2,2 % verringert wurde. Im Schweizer Kanton Graubünden fährt seit 1903 die Albulabahn. 
1906 eröffnete als erste von Beginn an elektrifizierte Gebirgsbahn die anfänglich mit Dreiphasenwechselstrom betriebene Simplonstrecke durch den gleichnamigen Tunnel. Als höchste Gebirgsbahn Europas gilt die 1910 eröffnete elektrisch betriebene meterspurige Berninabahn, welche den gleichnamigen Pass auf 2253 m ü. M. überquert. 1913 folgte als erste mit Einphasen-Wechselstrom betriebene Gebirgsbahn die Lötschberglinie der heutigen BLS AG. 1926 eröffnete die in West-Ost-Richtung durch die Alpen führende Furka-Oberalp-Bahn den durchgehenden Betrieb mit Dampflokomotiven, die Elektrifizierung folgte erst 1941. Die Strecke wurde bis zur Eröffnung des Basistunnels 1982 nur in den Sommermonaten durchgängig betrieben.
Gegen Ende des 19. Jahrhunderts wurden in Südamerika mehrere Gebirgsbahnen über die Anden gebaut, um das Hinterland an die Häfen am Pazifischen Ozean anzuschließen. Sie erreichen gegenüber den europäischen Bahnen wesentlich höhere Scheitelpunkte. Als höchste Gebirgsbahn der Welt mit Personenverkehr galt lange Zeit die Peruanische Zentralbahn. Sie erreicht im Galera-Tunnel auf der Strecke Callao–La Oroya eine Höhe von 4784 m, was mit der Spitze des Mont Blanc zu vergleichen ist.
1976 wurde nach 25-jähriger Bauzeit die über die breiteste Stelle des dinarischen Gebirgsblocks führende Bahnstrecke Belgrad–Bar eröffnet. Diese wird aufgrund ihrer Länge von 476 km und dem immensen Aufwand von Material und Mensch für deren Vollendung als „Gigant unter den europäischen Gebirgsbahnen“ (Schneider Ascanio) bezeichnet.
2005 wurde in China die Lhasa-Bahn eröffnet, die ihren Scheitelpunkt bei 5072 m hat. Wegen der großen Höhe sind die Wagen mit einer zusätzlichen Sauerstoffversorgung ausgestattet. So soll verhindert werden, dass Reisende an Höhenkrankheit leiden.